# Wladimir Nikolajewitsch Lwow

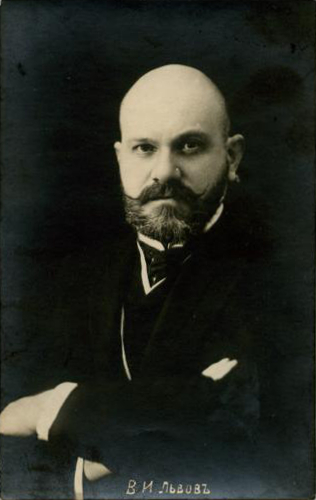
Wladimir Nikolajewitsch Lwow

Wladimir Nikolajewitsch Lwow (russisch Владимир Николаевич Львов; * 21. Märzjul. / 2. April 1872greg.; † 20. September 1930 in Tomsk) war ein russisch-sowjetischer Politiker.

## Leben
Lwow stammte aus der alten Adelsfamilie Lwow. Sein Vater war der Grundherr Nikolai Alexandrowitsch Lwow (1834–1887). Lwows Großväter waren der Oberstleutnant der Kaiserlich Russischen Armee und Mazen Alexander Nikolajewitsch Lwow (1786–1849) und der Admiral der Kaiserlich Russischen Marine Nikolai Semjonowitsch Mordwinow. Lwows Urgroßvater Nikolai Alexandrowitsch Lwow war ein bedeutender russischer Aufklärer, Architekt, Naturkundler und Dichter.
Nach dem Besuch des Moskauer privaten Poliwanow Gymnasiums studierte Lwow an der Kaiserlichen Universität Moskau in der Historisch-Philologischen Fakultät und war Gasthörer an der Moskauer Geistlichen Akademie (1898–1899). Er wollte in ein Kloster eintreten, aber der Starez Warnawa Gefissimanski (Merkulow) fand für ihn die Braut Marija Alexejewna Tolstaja, Erbin von Ländereien im Ujesd Buguruslan im Gouvernement Samara, und traute sie.
Lwow lebte auf dem Landgut Krotkowo im Ujesd Buguruslan. Seit seiner Jugend beschäftigte er sich mit Musik, zeichnete und schrieb Gedichte. Er schuf Text und Musik für die Hymne des Adels des Gouvernements Samara an den Zaren. Nach der Russischen Revolution 1905 beteiligte er sich an der Gründung des Bundes des 17. Oktober (Oktobristen) in Samara und dem Gouvernement Samara. Er wurde in die Semstwo-Versammlungen des Ujesd Buguruslan und des Gouvernements Samara gewählt. 1907 wurde er Mitglied der Semstwo-Behörde des Gouvernements Samara.
1907 wurde er von der Wählerschaft des Gouvernements Samara in die III. Staatsduma gewählt. Er gehörte zur Fraktion der Oktobristen und wechselte 1910 zur Russischen Nationalen Fraktion und  zur Gruppe der unabhängigen Nationalisten. Er war Vorsitzender der Kommission für Angelegenheiten der Russisch-Orthodoxen Kirche und Mitglied der Kommissionen für Dekrete, für Bekenntnisfragen und für Haushalt. Er war bekannt als Lwow II., während sein älterer Bruder Nikolai Nikolajewitsch Lwow (1865–1940) Lwow I. war. Lwow vergrößerte seinen Landbesitz von 360 Dessjatinen 1907 auf 4608 Dessjatinen 1912.
1912 wurde Lwow in die IV. Staatsduma gewählt. Er wurde Vorsitzender der Fraktion der Zentristen und führte seine bisherigen Kommissionstätigkeiten fort. Er näherte sich der politischen Opposition und wurde 1915 Mitglied des Büros des Progressiven Blocks. Er kritisierte die Verhältnisse in der Leitung und Verwaltung der Russisch-Orthodoxen Kirche und war ein Gegner des Einflusses Grigori Jefimowitsch Rasputins auf die Beschlüsse des Heiligen Synods. Er trat für die Einberufung eines Konzils aller Gläubigen und eine Kirchenreform ein. Die Opposition erwog seine Kandidatur für das Amt des Ober-Prokurators des Heiligen Synods.
Nach der Februarrevolution 1917 war Lwow Mitglied des Provisorischen Komitees der Staatsduma. Nach Entlassung des bisherigen Ober-Prokurators und Rasputin-Freundes Nikolai Pawlowitsch Rajew übernahm Lwow das Ober-Prokurator-Amt in der Provisorischen Regierung. Er entfernte die Metropoliten Pitirim von Petrograd und Makari von Moskau aus dem Synod, denen die Verbindung zu Rasputin vorgeworfen wurde. Lwow initiierte den Ukas der Provisorischen Regierung vom April 1917 mit der veränderten Zusammensetzung des Heiligen Synods, in den nur Erzbischof Sergi von Wyborg aus dem bisherigen Synod übernommen worden war. Er unterstützte die demokratie- und reformorientierten Mitglieder der Geistlichkeit, so dass der liberale Boris Wassiljewitsch Titlinow zum Redakteur der allrussischen Kirchenzeitung ernannt wurde. Es kam zu einem allrussischen Kongress der Kleriker und Laien der Diözesen, auf dem gegen Lwows Erwartung die Reformanhänger nicht die Mehrheit hatten. Einer der Reformgegner war Nikolai Dawidowitsch Schewachow, der auch Lwows autoritären Führungsstil anprangerte. Im Juli 1917 trat Lwow zurück. Er unterstützte die Bildung der neuen Regierung unter Alexander Fjodorowitsch Kerenski, der allerdings den ausgleichenden Anton Wladimirowitsch Kartaschow zum Ober-Prokurator des Heiligen Synods ernannte. Lwow reagierte extrem und erklärte sich zum Feind Kerenskis, wie Michail Iwanowitsch Tereschtschenko berichtete. Im August 1917 versuchte Lwow vergeblich zwischen dem putschenden General Lawr Georgijewitsch Kornilow und Kerenski zu vermitteln, woran auch Boris Wiktorowitsch Sawinkow beteiligt war. Schließlich ordnete Kerenski Lwows Verhaftung als Komplizen des Rebellen Kornilow an. Lwow kam in die Peter-und-Paul-Festung und stand dann unter Hausarrest.
Nach der Oktoberrevolution verließ Lwow heimlich Petrograd und kehrte in den  Ujesd Buguruslan zurück. Als sich im Russischen Bürgerkrieg die Rote Armee näherte, zog die Familie Lwow nach Sibirien. Lwow lebte in Tomsk und Omsk und verzichtete auf politische Tätigkeiten. Als Ende 1919 die Mitglieder der Familie Lwow, die nicht Mitglieder der Provisorischen Regierung gewesen waren, mit ihren Familien in einem Wagon des Amerikanischen Roten Kreuzes weiter nach Osten evakuiert wurden, blieb dies Lwow verwehrt. Er konnte sich nach Wladiwostok durchschlagen und emigrierte im Januar 1920 nach Tokio. Bald gelangte er nach Frankreich, während seine Familie sich in China niederließ.
In Frankreich forderte Lwow bereits Ende 1920, die Unterstützung der Weißen Armee unter General Pjotr Nikolajewitsch Wrangel einzustellen. 1921 schloss er sich der russischen Emigrantenorganisation Smenowechowstwo an, die für einen Verzicht auf den Kampf gegen die Sowjetmacht eintrat.
1922 kehrte Lwow in die UdSSR zurück und wurde Geschäftsführer der neuen Oberkirchenverwaltung als Nachfolger Jewgeni Christoforowitsch Belkows. Er beteiligte sich an der Kirchenerneuerung und hielt Vorträge über Kirchengeschichte und die gegenwärtige Situation der Kirche. Im Herbst 1924 verlor er sein Amt, aber er hielt weiter Vorträge in verschiedenen sowjetischen Städten. Im Februar 1927 wurde Lwow mit Mitarbeitern der Verlagskooperative Iskra verhaftet und der ökonomischen Konterrevolution beschuldigt. Mit Beschluss des OGPU-Kollegiums vom 29. April 1927 wurde Lwow zu drei Jahren Verbannung in Sibirien verurteilt. Er verbrachte die Verbannung in Tomsk. Nach der Freilassung im September 1929 blieb er in Tomsk. Er wurde wieder verhaftet und starb im Gefängniskrankenhaus Tomsk.
Lwows Frau Marija Alexejewna geborene Tolstaja (1873–1941 oder 1942) starb in Harbin. Lwow hatte fünf Söhne und eine Tochter.